# Unaporanga cincta
Unaporanga cincta là một loài bọ cánh cứng trong họ Cerambycidae.